# Ion Papuc
Ion Papuc (n. 1943, Popești, Cluj) scriitor, filosof, clujean stabilit în București, iar mai apoi la Baia Mare.
Autodidact.(ein Privatgelehrter)
Este soțul sculptoriței Valentina Boștină (1940-1994). 

## Lucrări publicate
- O teorie a libertății azi și alte însemnări, 1991;
- Cu fața spre trecut, portrete și ideologii, 2005;
- Litere și filozofie, eseuri, 2007;
- Scriitorul de filozofie și alte eseuri, 2008;
- Sub zidurile tradiției,2011;
- Spirit, imagini și înțelesuri, 2016,
- Ce merităm, articole și recenzii, 2017
- Eseuri alese, Editura Mica Vlahie, 2017,
- Sfârșitul lumii și alte recenzii, Eikon, 2020.
- Carl Schmitt, Conceptele politice, Editura Lumea magazin, 2011
- Scurtă călătorie în Grecia, Cartea românească, 1982.

Lăutărismul lui Noica Trebuie să încep prin a recunoaște că nu sunt și nici nu am fost vreodată discipol al lui Constantin Noica, dar l-am cunoscut pe ...